# Skolattacken i Trollhättan
Skolattacken i Trollhättan var en attack som ägde rum på förmiddagen den 22 oktober 2015 på grundskolan Kronan i stadsdelen Kronogården i Trollhättan. Sammanlagt fyra personer dödades, inklusive gärningsmannen som sköts av polis, i vad som beskrivs som Sveriges första skoldåd. Attacken, som utfördes med stickvapen, var välplanerad och med rasistiska motiv: endast människor med utländsk bakgrund attackerades.

## Händelseförlopp
Skolattacken utfördes av 21-årige Anton Lundin Pettersson, som beväpnad med svärd och kniv angrep personal och elever på skolan.  
Vid niotiden på morgonen den 22 oktober 2015 iklädde sig Lundin Pettersson en hemmagjord uniform bestående av en svartmålad tysk arméhjälm av modell andra världskriget, en lång svart slängkappa, ansiktsmask samt svarta kängor. Han sminkade ansiktet vitt med svart kajal runt ögonen och strödde glitter i sitt nyklippta hår. Han lämnade ett handskrivet avskedsbrev på hallbyrån hemma i lägenheten i Trollhättan där han skyller dådet på invandringen och på samhället – "blodet är på era händer". I boken Det som aldrig fick ske: Skolattentatet i Trollhättan som publicerades 2017 berättas att han även skrev ytterligare ett avskedsbrev, nämligen ett privat meddelande på en spelsajt till en 25-årig man i Nederländerna som Lundin Pettersson kallade sin "enda vän i världen". I det brevet beskrev Lundin Pettersson hur mycket han hatade sig själv och att han hoppades att poliserna skulle sikta rätt så att han skulle dö. Lundin Pettersson hade bland annat skrivit: "Those fucking cops better aim straight, I really don't want to survive the rampage."
Därefter körde Lundin Pettersson till sin äldre bror för att där lämna sin plånbok med sina sista pengar på köksbordet. Brodern hade redan åkt till jobbet. Sedan körde Lundin Pettersson till Kronans skola där han klockan 10.06 marscherade in i skolans kafé där två personer befann sig: den 20-årige elevassistenten Lavin Eskandar och hans stödelev David Issa som satt bredvid varandra vid ett bord. Lundin Pettersson marscherade rakt fram till Lavin Eskandar som överrumplades och omedelbart attackerades. David Issa fick ett slag av svärdets bredsida över ena armen men lyckades fly. Sedan sökte Lundin Pettersson under tio minuter igenom skolan i jakt på offer. Han skonade yngre barn och flickor. Nästa offer blev eleven Ahmed Hassan, 15, som stod i trappan mellan bottenvåningen och loftgången när han stacks i magen. Uppe på övervåningen lät sig Lundin Pettersson fotograferas tillsammans med en kvinnlig och en manlig elev som trodde att allt var ett skämt eftersom det var halloween. När den 42-årige läraren Nazir Amso bad Lundin Pettersson att ta av sig masken, stacks han i magen. Nästa offer blev eleven Wahed Kosa, som satt i ett klassrum när gärningsmannen knackade på. När Kosa öppnade, blev han attackerad. Kosa lyckades, trots att han var svårt skadad, ändå mota bort gärningsmannen och stänga och låsa dörren. Enligt uppgift lyssnade Lundin Pettersson på Rob Zombies låt "Dragula (Hot Rod Herman Remix)" under attacken.
Det första larmsamtalet till polisen inkom klockan 10.08 om att en kniv- och svärdbeväpnad maskerad person tagit sig in på skolan och attackerat personal och elever. Klockan 10.16 anlände den första polispatrullen till skolan som genast fick syn på gärningsmannen. När de ropade "Polis! Släpp svärdet!" gick gärningsmannen emot dem med höjt svärd. De båda poliserna sköt exakt samtidigt varsitt skott, varpå gärningsmannen träffades i buken av det ena. Två anställda och tre elever, samtliga män, attackerades. Elevassistenten Lavin Eskandar som var född 1995 dog på plats; eleven Ahmed Hassan som var född 2000 avled samma dag på sjukhus och den 42-årige läraren Nazir Amso avled på sjukhus sex veckor senare av sina skador.  Även gärningsmannen avled på plats av skottskador från polis vid gripandet.
En förundersökning inleddes som konstaterade att Anton Lundin Pettersson agerade ensam. Rutinmässigt inleddes även en förundersökning mot de två poliser som sköt, vilken lades ner efter ett par veckor.

## Manifestationer

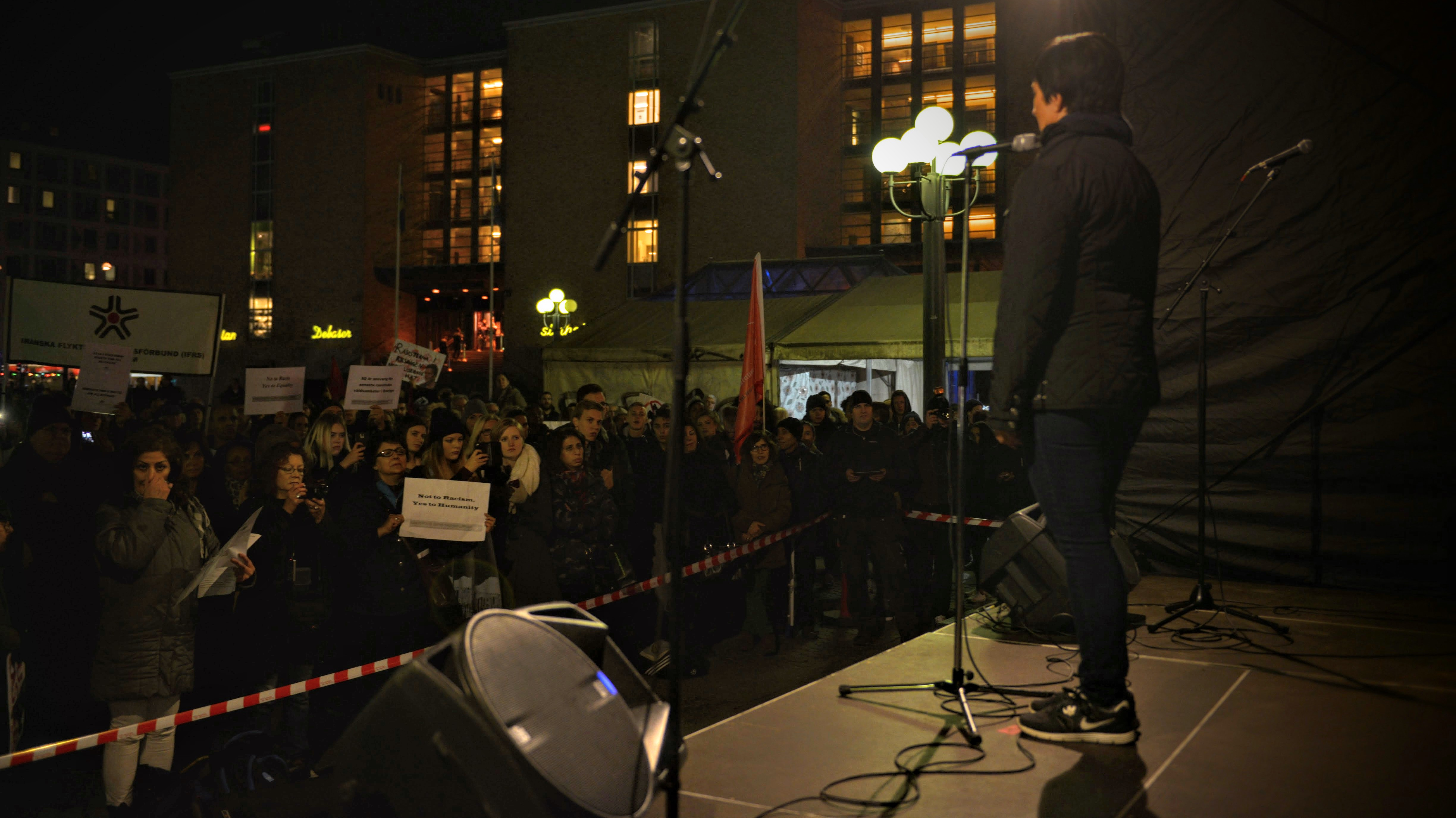
Mona Sahlin vid manifestationen på Medborgarplatsen, Stockholm den 29 oktober 2015.

För att hedra offren för skolattacken hölls söndagen den 25 oktober manifestationer och en tyst minut kl. 14.00 på ett antal platser runtom i Sverige. Ett upprop på Facebook fick en kvarts miljon svar.
Den 29 oktober anordnade Sveriges socialdemokratiska ungdomsförbund (SSU) i Stockholms län en manifestation på Medborgarplatsen i Stockholm för offren i attacken, mot rasistiskt våld och för ett öppet och solidariskt Sverige. Vid manifestationen talade bland andra Mona Sahlin, Philip Botström och Gustav Fridolin.

## Motiv och bakgrund
Dagen efter attacken uppgav polisen att de var övertygade om att dådet var ett hatbrott med rasistiska motiv. Polismyndigheten grundade detta bland annat på den husrannsakan som gjorts hos Lundin Pettersson och där de hittade det handskrivna avskedsbrevet där Anton Lundin Pettersson skyllde dådet på invandringen och på samhället. Måltavlan, Kronans skola, är invandrartät och samtliga som blev attackerade var av utländsk härkomst. Lundin Pettersson mötte även flera elever med etniskt svenskt utseende som han lät bli att attackera. Han ska dessutom ha gillat flera videoklipp från Nazityskland på nätet, lyssnat på tal av Adolf Hitler, burit en tysk militärhjälm från andra världskriget under attacken samt intresserat sig för nutida högerextrema bloggare och internetprofiler.
Våldsamma attacker med dödlig utgång är ovanliga i svenska grundskolor. Före attacken i Trollhättan skedde det senast 2001 på Västermalms skola i Sundsvall då en elev dog, och dessförinnan på Svartedalsskolan i Biskopsgården 1979 då en lärare dog samt på Kungälvs läroverk 1961 då en elev dödades. Attacken i Trollhättan är den i svensk historia som krävt näst flest dödsoffer på en skola, efter dådet i Örebro 2025.
Efter flera skolskjutningar i andra länder hade polismyndigheten infört nya rutiner, inspirerade av den kanadensiska metoden Active Shooter protocol (Handlingsplan för pågående skjutning), som innebär att snabbt lokalisera, konfrontera och minimera skadeutfallet. En ny fortbildningsplan hade antagits 2005 och 2012 varefter poliser började utbildas i de nya rutinerna med mer verklighetsnära övningar.